# Université d'État du Daghestan
L'université d'État du Daghestan (Дагестанский государственный университет) est une université d'État située à Makhatchkala, capitale de la république du Daghestan, au sein de la fédération de Russie. Elle est dirigée par le recteur Mourtazali Khoulataïevitch Rabadanov.
Elle a été fondée le 8 octobre 1931 sous le nom d'institut pédagogique d'État du Dagestan, puis prend le nom d'institut Souleïman Stalski (du nom d'un poète local d'ethnie lezguienne), jusqu'en 1957, où elle reçoit son nom actuel.
Elle comprend 
- 17 facultés;
- 9 antennes régionales;
- 86 chaires d'enseignement;
- 2 musées: le musée de biologie et le musée d'histoire;
- 1 herbier
- 1 bibliothèque de plus de deux millions d'ouvrages;
- 1 station biologique;
- 1 planétarium

L'université emploie environ trois mille enseignants, employés et collaborateurs divers.

## Facultés
- Faculté de biologie
- Faculté d'histoire
- Faculté de mathématiques et de science informatique
- Faculté de sociologie
- Faculté de langues et de civilisations orientales
- Faculté de langues étrangères
- Faculté de culturologie
- Faculté de formation professionnelle
- Faculté de psychologie et de philosophie
- Faculté d'écologie et de géographie
- Faculté de physique
- Faculté de philologie
- Faculté préparatoire
- Faculté de chimie
- Faculté d'économie
- Faculté de droit
- Faculté d'informatique et des technologies d'information

La faculté de finances et d'économie et la faculté d'administration de l'économie ont fusionné en août 2009 pour former la nouvelle faculté d'économie.

## Adresse
- Université d'État du Daghestan, 43-a, rue Gadjiev, Makhatchkala, Daghestan, 367000 Russie
- 367000,Россия, Республика Дагестан, Махачкала, ул. Гаджиева, д. 43-а